# A Lady to Love
A Lady to Love és una pel·lícula dramàtica estatunidenca pre-codi dirigida per Victor Sjöström i escrita per Sidney Howard. És protagonitzada per Vilma Bánky, Edward G. Robinson, Robert Ames, Richard Carle i Lloyd Ingraham. La pel·lícula es va estrenar el 28 de febrer de 1930 per Metro-Goldwyn-Mayer. Bánky i Robinson van aparèixer en una versió en alemany produïda i dirigida també per Sjöström. En cas contrari, amb un repartiment diferent, es va estrenar un any més tard als Estats Units com aDie Sehnsucht Jeder Frau.

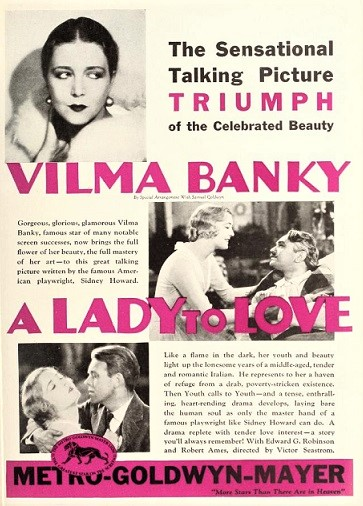
Publicitat de la pel·lícula

## Argument
Tony, un pròsper viticultor italià a Califòrnia, busca una dona esposa, fent passant per ell una fotografia del seu guapo llogater, Buck. Lena, una cambrera de San Francisco, accepta l'oferta i, tot i que està desil·lusionada en descobrir la veritat, continua amb el matrimoni pel seu desig de tenir una llar i en part per la seva debilitat per Buck, els esforços del qual per prendre-la a Tony confirma el seu amor pel seu marit.

## Repartiment
- Vilma Banky com a Lena Shultz
- Edward G. Robinson com a Tony
- Robert Ames com a Buck
- Richard Carle com a carter
- Lloyd Ingraham com el pare McKee
- Anderson Lawler com a doctor
- Gum Chin com Ab Gee
- Henry Armetta com a Angelo
- George Davis com a Giorgio

## Recepció
Mordaunt Hall a The New York Times va elogiar Robinson, però troba a faltar la resta: "La imatge no té una mobilitat pictòrica, però el seu ventall d'actuació, tal com ofereix el Sr. Robinson, des del més lleuger humor de les emocions, tal com es mostra durant l'escena en què es descobreix abandonat pels seus éssers estimats, és molt gratificant."

## Estat dels drets d'autor
L'any 1958, la pel·lícula va entrar al domini públic (als EUA) perquè els reclamants no van renovar el seu registre de drets d'autor l'any vint-i-vuit després de la seva publicació.